# Millport (New York)
Pour les articles homonymes, voir Millport.
Millport est un village situé dans le comté de Chemung, dans l' État de New York, aux États-Unis,. En 2010, il comptait une population de 312 habitants, estimée au 1er juillet 2016 à 287 habitants.

## Démographie
Lors du recensement de 2010, le village comptait une population de 312 habitants. Elle est estimée, en 2016, à 287 habitants.